# Imerys
Imerys S.A. est une société française multinationale spécialisée dans la production et la transformation des minéraux industriels. Le siège se situe à Paris et la société fait partie de l’index CAC Mid 60 et est cotée sur Euronext à Paris (compartiment A). Son origine remonte à 1880.
Imerys est présente dans 39 pays avec près de 126 implantations industrielles et emploie 13 700 employés.
Elle opère dans l'extraction et la transformation de minéraux. Elle est leader mondial des spécialités minérales pour l'industrie, pour des clients dans les secteurs des biens de consommation, de l’industrie et de la construction.
Le Groupe Bruxelles Lambert est le premier actionnaire d’Imerys.

## Histoire

### Historique
L’entreprise est fondée en 1880, lorsque la famille Rothschild combine plusieurs intérêts miniers et en métaux au sein de la société Peñarroya. Pendant près d’un siècle, elle se spécialise dans l’extraction et la transformation de métaux dont le nickel, devenant ainsi un des principaux acteurs mondiaux de l’extraction minière.
Opérant jusque-là comme une entreprise indépendante, Peñarroya se diversifie en 1970 et fusionne avec la Société Le Nickel (aujourd’hui Eramet) et Mokta, formant ainsi une nouvelle holding appelée « Imétal » afin de gérer ce nouveau commerce.
À la fin des années 1990, après plusieurs acquisitions et quelques cessions, la société se focalise entièrement sur la transformation des minéraux industriels. Le groupe établit des positions dans le métier des pigments blancs, puis sur le marché des graphites. Il s'élargit ensuite par des acquisitions dans les réfractaires, les argiles, les pâtes céramiques et les céramiques techniques.
Entre 1994 et 1998, Imétal double de taille : un tiers par croissance interne, deux tiers par croissance externe. En 1998, l'activité se structure en deux pôles (Transformation des Minéraux, Transformation des Métaux) et adopte une organisation par divisions opérationnelles.
En 1999, Imétal rachète English China Clays (ECC), société britannique important producteur de pigments blancs (kaolin et carbonate de calcium). À la suite de cette acquisition, il achève le recentrage de son activité sur la valorisation des minéraux en cédant son activité Transformation des Métaux, qui comprenait les sociétés nord-américaines Copperweld et Copperweld Canada au sein d'une nouvelle société dénommée Metaleurop.
Le 22 septembre 1999, pour traduire cette évolution, Imétal change de nom, donnant naissance à Imerys. La société continue d'étendre sa gamme de produits, sa présence géographique et ses marchés,,.
En 2018, le groupe Imerys met en place une organisation simplifiée à travers le plan de transformation Connect & Shape, qui vise à renforcer l’orientation client de l’entreprise, en s’organisant autour cinq nouvelles « Business Areas » liées à deux grands segments.
En octobre 2022, Imerys annonce la mise en exploitation minière d'un gisement de lithium dans l'Allier à partir de 2027. Le communiqué publié par le groupe précise que cette exploitation devrait durer au moins 25 ans et constituera l'un des plus grands gisements de lithium d'Europe.

### Acquisitions et filiales
La stratégie de croissance d’Imerys s’articule autour de multiples acquisitions, en intégrant des acteurs industriels locaux au sein de sa structure de groupe centrée sur les minéraux industriels.
En 1980, Imétal intègre la Société Mokta El Hadid, devenue la Compagnie française de Mokta (CFM).
En 1985, la société fait son premier investissement important dans les minéraux et les céramiques lorsqu’elle acquiert Damrec en France et commence à pivoter de la métallurgie non-ferreuse vers les minéraux industriels.
Dans les années 1990, Imétal se concentre sur les minéraux industriels, en achetant des sociétés ayant une activité au Brésil, en France, au Canada, en Suisse, en Afrique du Sud, en Grande-Bretagne et aux États-Unis.
Elle transforme dorénavant davantage de matériaux comme le kaolin, le carbonate de calcium, les minéraux réfractaires, les réfractaires monolithiques, le ball clay, les céramiques, le graphite et pigments blancs, à travers l’acquisition de English China Clay, dont beaucoup sont gérés par la filiale d’Imerys KPCL (Kaolin, Pâtes et Céramiques du Limousin).
En 2000, Imerys ajoute de nouveaux minéraux à son portfolio — argiles, feldspath et halloysite — et consolide sa position dans d’autres minéraux comme le corindon, qui est une fusion d'alumine (acquisition de Treibacher Schleifmittel) et de bauxite. Imerys étend aussi sa portée commerciale à travers les marchés asiatiques, américains et européens,,.
En 2005, le groupe réalise plusieurs acquisitions importantes. Premièrement, Lafarge Réfractaires Monolithiques, une acquisition qui permet au groupe de créer sa filiale Calderys, et grâce à laquelle Imerys espère devenir l'un des principaux acteurs européen des réfractaires monolithiques.
Le groupe fait également l’acquisition de World Minerals aux États-Unis, spécialiste de la filtration et des minéraux de performance comme la diatomite et la perlite.
Il acquiert aussi Denain Anzin Minéraux, qui possède des réserves de feldspath, mica, quartz et kaolin à travers l’Europe.
Durant les années 2008-2010, Imerys poursuit ses acquisitions, avec des argiles calcinées, des réserves importantes de marbre blanc de haute qualité en Malaisie, au Vietnam et en Chine, des mines de feldspath aux États-Unis, en Inde et en Turquie.
Le mica de haute qualité rejoint aussi son portfolio grâce à des acquisitions aux États-Unis et au Canada,.
En 2011, Imerys fait l’acquisition du Groupe Luzenac avec l'objectif de devenir l'un des principaux acteurs du talc grâce notamment aux mines de Trimouns.
Le groupe réalise d’autres acquisitions comme celle du groupe S&B en 2015, un acteur mondial dans la bentonite, les flux de coulée continue pour l'acier, la wollastonite et les solutions perlite ; le groupe Kerneos en 2017, produisant des liants haute performance en ciment d'aluminates de calcium.
Imerys finalise aussi plusieurs acquisitions stratégiques qui permettent au groupe d'élargir son offre de spécialités et de continuer à développer sa présence dans des pays comme le Brésil, l’Inde et la Chine,,.
En 2018-2019, Imerys transforme encore son catalogue d’activités pour se positionner comme une entreprise de spécialités minérales et améliorer sa croissance, notamment en achetant EDK au Brésil et Vimal Microns en Inde, des producteurs de carbonate de calcium, et en cédant ses activités de tuiles.
Depuis 2020, Imerys a poursuivi ses acquisitions dont Cornerstone aux États-Unis, produisant de la perlite pour le marché de l’agriculture, Hysil en Inde, spécialisé dans les plaques de calcium silicate pour l’isolation, une part majoritaire dans la société turque Haznedar et Shandong Luxin Mount Tai Co en Chine,.
Imerys étend la capacité de production de graphite synthétique sur le site de Bodio, en Suisse, afin de répondre à la demande croissante pour les batteries Lithium-ion qui sont essentiellement destinées aux voitures électriques.
Durant la pandémie de Covid-19, plusieurs activités sont affectées, en Chine puis dans d’autres régions du monde, dont l’Europe, où le groupe a temporairement fermé plusieurs sites,.
Le directeur général d’Imerys Alessandro Dazza et le président du Conseil Patrick Kron ont proposé de réduire leur salaire de 25 % pendant la période de chômage partiel des employés d’Imerys.
Le 6 avril 2020, les dirigeants d’Imerys présentent un plan d’action au Conseil d’administration afin de limiter les impacts négatifs sur sa performance et sa trésorerie,.

## Structure d'entreprise et opérations
Depuis le 17 février 2020, Alessandro Dazza est le directeur général pour Imerys.
En 2018, Imerys a amélioré sa performance financière avec une hausse du chiffre d’affaires de +6,8 % et du résultat opérationnel courant de +2,0 %, avec une marge de 2,0 %. La génération de cash-flow libre opérationnel courant est restée solide à 286 millions d’euros sur l’exercice. Le résultat courant net a pour sa part progressé de +6,5 %.

### Actionnaires
En 2022, le Groupe Bruxelles Lambert détient 54,6 % du capital et 68 % des droits de vote.
Patrick Kron est président du conseil d'administration.

## Implantation
Le siège d’Imerys est localisé à Paris. Imerys est présent dans plus de 40 pays et compte 230 sites industriels. Le groupe a des opérations dans les Amériques, l’Europe et Moyen-Orient Afrique (EMEA) et l’Asie-Pacifique (APAC),.
Le siège pour les opérations en Amérique du Nord se situe à Roswell, Géorgie. D’autres bureaux importants sont localisés à Kephissia, Athènes, Grèce, Shanghai, Chine et Nagpur, Inde.
En France, les sites d'opération sont situés à:
- Salin-de-Giraud (commune d'Arles, Bouches-du-Rhône) : usine Solvay rachetée en 2015 (usine de soude fondée en 1895).
- Carbonate de calcium précipité[46] ; Le Teil (Ardèche)[47] ; Dunkerque (Nord) ; Vaulx-Milieu (Isère) ;
- Talc : Carrière de Trimouns (Ariège) ;
- Diatomites : Gisement de Foufouilloux (Cantal);
- Andalousite : mine à ciel ouvert de Guerphalès à Glomel (Cotes d'Armor).

Imerys exploite 115 sites miniers et 30 minéraux ou familles de minéraux différents, présents dans 41 pays.

### Production de lithium dans l'Allier
La direction annonce en février 2022 la possibilité de retirer du lithium d'un gisement de kaolin lui appartenant dans l'Allier. Le projet est encouragé par l'État français courant 2021 par le biais d'une subvention dans le cadre du plan France Relance.
Le démarrage de cette exploitation est confirmé en octobre 2022, et après deux ans d'études, Imerys chiffre son objectif à un million de tonnes et produirait 34 000 tonnes d’hydroxyde de lithium par an, permettant la conception 700 000 véhicules électriques par an, pendant 25 ans. La mine, située à quelques kilomètres d'Échassières sera entièrement souterraine, y compris les unités de broyage. L'investissement nécessaire est estimé à un milliard d'euros sur la durée du projet,,,,.

## Communication

### Activité de lobbying auprès des institutions de l'Union européenne
Imerys est inscrit depuis 2016 au registre de transparence des représentants d'intérêt auprès de la Commission européenne. L'entreprise déclare en 2015 pour cette activité des dépenses d'un montant compris entre 100 000 et 200 000 euros.

### Promotion de l'exploitation des gaz de schiste
Imerys fait partie depuis 2015 des entreprises fondatrices du Centre hydrocarbures non conventionnels (CHNC), organisme cherchant à promouvoir l'exploitation des gaz de schiste en France,.

## Controverse
L'exploitation par Imerys de mines de talc en Afghanistan depuis 2015 semble poser, selon le quotidien Le Monde, plusieurs problèmes : les ouvriers y travailleraient dans des conditions de sécurité déficientes, cette exploitation donnerait lieu au versement de sommes qui financeraient les Talibans et la guerre civile, et enfin cette activité serait menée en contradiction avec les engagements d'éthique et de transparence d'Imerys.
Néanmoins, Imerys a répondu par la publication d'un communiqué de presse : il y est rappelé « qu'aucun des sites d'extraction de talc du groupe n'est implanté en Afghanistan ou au Pakistan ». Imerys peut cependant recourir à des approvisionnements externes, et dans ce cadre, réalise des achats de talc afghan et pakistanais, qui représentent moins de 1 % des approvisionnements de talc du groupe. « Imerys complètera son appréciation par une évaluation réalisée en partenariat avec un organisme indépendant engagé sur le terrain. Cette étude permettra à Imerys de réexaminer les conditions de ses approvisionnements en talc en provenance du Pakistan et d'Afghanistan. »
Imerys est aussi accusé par des universitaires et des communautés indigènes brésiliennes de polluer gravement les cours d'eau amazoniens. Condamné par la justice brésilienne à des compensations, Imerys ne s'en est jamais acquitté jusqu'en 2018.
En avril 2018, Imerys et son client Johnson & Johnson sont condamnés à verser 117 millions de dollars à la suite d'une plainte d'un homme affirmant avoir développé un mésothéliome causé par la présence d'amiante dans un produit à base de talc,.
En juillet 2024, Imerys a vendu sa filiale Artemyn au fonds de placement Flacks alors qu'un site brésilien allait être fermé par les autorités une semaine après. Le fonds de placement dénonce une « dissimulation frauduleuse ».
En novembre 2024, une enquête du média Splann met en cause Imerys pour la pollution de l'environnement autour de la mine de Glomel alors qu'une extension de l'exploitation a été autorisée par les services de l'État.